# Фату Хіва (книга)
«Фату-Хіва — Назад до природи» — книга, опублікована в 1974 році археологом і дослідником Туром Хеєрдалом, у якій детально описано його досвід і роздуми під час 15-місячного перебування на маркізькому острові Фату-Хіва в 1937—1938 роках. В основу книги лягла оригінальна оповідь Хеєрдала På Jakt efter Paradiset (У пошуках раю), яка була опублікована в Норвегії в 1938 році, але через початок Другої світової війни так і не була перекладена і на певний час забута.

## Передісторія
З нагоди свого медового місяця Тур Хеєрдал та його перша дружина Лів вирішили втекти від цивілізації та «повернутися до природи». Номінально вони мали наукову місію, щоб дослідити поширення видів тварин між островами, але насправді вони мали намір «втекти до Південних морів» і ніколи не повертатися додому.
Подружжя прибуло до Фату-Хіви в 1937 році в долину Омоа. Виявивши, що цивілізація, хоч і в значно меншому масштабі, все ще присутня там, вони вирішили перетнути гірську внутрішню частину острова, щоб оселитися в одній із невеликих, майже покинутих долин на східній стороні острова. Там у долині Уї вони зробили свій критий соломою будинок на палях.

## Про походження полінезійців
Саме в цій обстановці, в оточенні руїн колишньої славетної Маркизької цивілізації, Хеєрдал вперше розвинув свої теорії щодо можливості доколумбового трансокеанічного контакту між доєвропейськими полінезійцями та народами та культурами Південної Америки.
Під час кількох бесід із літнім маркізьким чоловіком, який жив з ними в Уї, колишнім канібалом на ім'я Тей Тетуа, Хеєрдал дійшов висновку, що, хоча до прибуття європейців котів у Полінезії не було, маркізькі тубільці все ж були знайомі з цими істотами, і справді, деякі з вирізьблених фігур тікі, здавалося, зображають саме котячих.
Спостереження спонукало Хеєрдала запитати Тея Тетуа, звідки прийшов його народ, на що той відповів «зі сходу»:
«Звідки?» — запитав я і мені було цікаво почути відповідь старого. «Зі Те Фіті [Сходу]», — відповів старий і кивнув у бік тієї частини горизонту, де сходило сонце, у напрямку, де не було іншої землі, крім Південної Америки. (стор.217)
Хеєрдал продовжив досліджувати цю можливість через кілька років, як це детально описано в його книгах " Кон-Тікі " та «Аку-Аку: Таємниця острова Пасхи».

## Розчарування
Спочатку Хейєрдал вважав життя на Фату-Хіві ідилічним, завдяки великій кількості фруктових дерев і легкодоступній чистій річковій воді. Однак чарівність незабаром зійшла нанівець, оскільки їм довелося зіткнутися з реальністю комарів, що переносять слоновість, а також інших незнайомих тропічних захворювань. Згодом Тур і Лів виявили, що для них жити серед місцевих жителів стало нестерпним, тож вони переселилися до печери й стали шукати шляхи повернення додому.
Книга починається з оптимістичної думки Хеєрдала про те, що рай все ще можна знайти. Наприкінці книги автор із гіркотою робить висновок:
Сучасній людині нема до чого повертатися. Наш чудовий час у дикій природі дав нам смак того, що людина покинула і від чого людство все ще намагається піти ще далі. . . . Прогрес сьогодні можна визначити як здатність людини ускладнювати простоту. . . . Ніщо в усій процедурі, через яку проходить сучасна людина за допомогою всіх своїх сучасних посередників, перш ніж заробити гроші, щоб купити рибу чи картоплю, ніколи не буде такою простою, як витягування їх із води чи ґрунту. Без фермера та рибалки сучасне суспільство з усіма його крамницями, трубами та дротами розвалилося б. Фермери та рибалки становлять знать сучасного суспільства; вони діляться своїми крихтами з нами, тими, хто бігає з паперами та викрутками, намагаючись побудувати кращий світ без плану.

## Переклади українською
- Тур Геєрдал. Фату-Хіва. Назад до природи / пер. з норв. Ірини Сабор. —  Тернопіль: Видавництво «Крок», 2017. — 410 с.[1][2]